# Malá Úpa (rivière)
La Malá Úpa est une rivière de Tchéquie de 10 km qui coule dans la région de Hradec Králové. Elle est un affluent de la Úpa et donc un sous-affluent de l'Elbe.